# 1843 en Bretagne
 Chronologie de la Bretagne
- 1839
- 1840
- 1841
- 1842
- 1843
- 1844
- 1845
- 1846
- 1847

Cette page recense des événements qui se sont produits durant l'année 1843 en Bretagne.

## Société

### Naissance
- 2 avril à Kerfourn (Morbihan) : Jean-Mathurin Cadic, prêtre (Ordonné prêtre en 1869) et poète breton, décédé le 14 juin 1917 à Bieuzy-les-Eaux (Morbihan).

### Décès
- 7 mai à Brest : Yves Étienne Collet (né à Brest le 1er mars 1761) sculpteur français.